# Heiko Kleve
Heiko Kleve (* 1969 in Warin) ist ein deutscher Professor, Sozialwissenschaftler, Autor, Berater, Coach und Supervisor. Er beschäftigt sich mit der Weiterentwicklung von psychosozialen Beratungskonzepten, prägte neue Formen der Sozialarbeit und entwickelt systemtheoretische Konzepte zum Verständnis und der Beratung von Familienunternehmen und Unternehmerfamilien. Dabei vertritt er insbesondere systemisch-konstruktivistische und postmoderne Konzepte sowie Theorien, die vom sozialphilosophischen Liberalismus geprägt sind.

## Leben
Nach Abschluss der Polytechnischen Oberschule absolvierte er von 1986 bis 1988 eine Berufsausbildung zum Facharbeiter für Datenverarbeitung. Von 1991 bis 1992 besuchte er nach Ableistung des Grundwehrdienstes ein Oberstufenzentrum für Industrie und Datenverarbeitung und erlangte dort die Fachhochschulreife. An der Alice-Salomon-Fachhochschule Berlin studierte er von 1992 bis 1996 Sozialpädagogik, bevor er von 1997 bis 2001 als selbständiger Sozialarbeiter in den ambulanten Hilfen zur Erziehung und in der aufsuchenden Sozialpsychiatrie arbeitete. Nach Studien der Fächer Soziologie, Politologie und Philosophie an der Humboldt-Universität zu Berlin promovierte er 1998 an der Freien Universität Berlin zum Doktor der Philosophie.

## Akademische Karriere
Neben Lehraufträgen an der Martin-Luther-Universität Halle-Wittenberg, der Hochschule Lausitz (mit Sitz in Cottbus), der Fachhochschule Neubrandenburg und der Donau-Universität Krems war Kleve von 2001 bis 2002 Gastprofessor für Sozialwissenschaften und Soziale Arbeit an der Alice-Salomon-Fachhochschule Berlin mit den Schwerpunkten Theorien und Methoden Sozialer Arbeit, von 2002 bis 2005 ebenda Professor für Theorie und Geschichte der Sozialen Arbeit. Von April 2005 bis Juni 2017 war er Professor mit dem Schwerpunkt Soziologische und sozialpsychologische Grundlagen der Sozialen Arbeit am Fachbereich Sozial- und Bildungswissenschaften der Fachhochschule Potsdam, wo er auch von April 2013 bis März 2017 das Amt des Dekans des Fachbereichs ausübte. Seit Juli 2017 ist er – als Nachfolger des Psychologen Arist von Schlippe – Inhaber des Stiftungslehrstuhls für Organisation und Entwicklung von Unternehmerfamilien am Wittener Institut für Familienunternehmen (WIFU), Department für Management und Unternehmertum (MUT), Fakultät für Wirtschaft und Gesellschaft, Universität Witten/Herdecke. Seit Oktober 2020 ist er zudem der Akademische Direktor des WIFU. Im März 2024 wurde er auch Geschäftsführender Direktor des WIFU.

## Positionen
Heiko Kleve vertritt eine postmoderne Theorie und Methodik der Sozialen Arbeit, die er in mehreren Büchern und zahlreichen Artikeln entwickelt hat (siehe die Auswahl seiner Werke, insbesondere Postmoderne Sozialarbeit (Aachen 1999/Wiesbaden 2007), Ambivalenz, System und Erfolg (Heidelberg 2007) und Aufgestellte Unterschiede (Heidelberg 2011)). In diesem Konzept wird die Ambivalenz als zentrale Praxis- und Theoriefigur, mithin als bestimmendes Phänomen der Sozialen Arbeit veranschaulicht. Demzufolge gehe es sowohl darum, Ambivalenzen der Sozialen Arbeit zu reflektieren – das ist Aufgabe der Theorie, als auch die Praxis zu unterstützen, konstruktiv, kreativ und zukunftsorientiert mit Ambivalenzen umzugehen – das ist Aufgabe der Methodik. Solche Ambivalenzen werden zum Beispiel dadurch veranschaulicht, dass deutlich herausgearbeitet wird, dass die Soziale Arbeit zwischen Helfen und Nicht-Helfen, zwischen Helfen und Kontrollieren, zwischen Problem und Lösung, zwischen Gesellschaft und Individuum, zwischen Berufsarbeit und Nächstenliebe, zwischen Lebensweltorientierung und Ökonomisierung, zwischen Vergangenheit und Zukunft oder zwischen Inklusion und Exklusion steht. Wichtige Referenzautoren von Kleve, an die er für sein Konzept anschließt, sind insbesondere – für die Theorie: Niklas Luhmann, Zygmunt Bauman, Jean-François Lyotard oder Wolfgang Welsch und – für die Methodik: Matthias Varga von Kibéd und Insa Sparrer.

„(Kleves Theorie lässt sich ) als Supertheorie klassifizieren, da in ihr der Anspruch deutlich artikuliert wird, der Komplexität der Sozialen Arbeit in ihren verschiedenen Facetten und Wirklichkeitsbereichen (meta-)theoretisch und analytisch gerecht zu werden. Die Reichweite der systemtheoretischen Theorievariante von Kleve lässt sich somit als universell kennzeichnen. Sie umfasst aber nicht nur das Phänomen Soziale Arbeit als Gegenstand von Forschung und Theoriebildung, sondern auch die eigene Theorie selber. […] Die konstatierte Universalität spiegelt sich in der gesamten Anlage der Theorie Sozialer Arbeit von Kleve. Seine Reflexionen und Beobachtungen umfassen nicht nur im engeren Sinne disziplin- und wissenschaftstheoretische Frage-, Themen- und Problemstellungen, sondern auch sozialtheoretische, professions- und handlungstheoretische und nicht zuletzt ethische Aspekte Sozialer Arbeit, die mit Hilfe des systemtheoretisch-postmodernistischen Theorieinstrumentariums vermessen werden.“

„Das große Verdienst von Kleve ist, dass er als einer der ersten Sozialarbeitswissenschaftler im Rahmen seiner vielfältigen Publikationen die konstruktivistische Sichtweise für Studium und Praxis 'hoffähig' gemacht hat. Demnach eignet sich diese Sichtweise gut, um die spezifischen Besonderheiten einer individuell entfesselten Gesellschaft zu verstehen und sozialarbeiterisch darauf zu reagieren.“

Seit 2017 forscht und lehrt er auch zum Themenfeld Familienunternehmen/Unternehmerfamilien. Dabei befasst er sich insbesondere mit den familiären Dynamiken hinter Familienunternehmen, etwa mit Fragen der kindlichen Sozialisation, der Erziehung und der Lebensführung in Unternehmerfamilien. In diesem Zusammenhang forscht und berät er zu Nachfolgeprozessen, Konfliktbewältigung und Familienstrategie-Entwicklung. In diesem Kontext befasst er sich u. a. mit der Weiterentwicklung der soziologischen Systemtheorie zum Verständnis von Unternehmerfamilien. Diesbezüglich entwickelte er gemeinsam mit seinen Kollegen Tom Rüsen und Arist v. Schlippe die Theorie der verdreifachten Familie. Demnach können wachsende Unternehmerfamilien, deren Gesellschafterzahlen aufgrund egalitärer Erbschaftsregeln kontinuierlich wachsen und die Family-Governance-Strukturen entwickeln, als „verdreifachte Familien“ beschrieben und erklärt werden. Denn in diesen Unternehmerfamilien ist der Begriff „Familie“ zugleich die Bezeichnung für die vielen in diesem Kontext miteinander verbundenen Kernfamilien (Unternehmerfamilie 1.0), für die Unternehmerfamilie als formale Organisation der Entscheidungsfindung und -durchsetzung hinsichtlich von Eigentumsfragen (Unternehmerfamilie 2.0) und schließlich für das Familiennetzwerk der lose miteinander verbundenen entfernten Verwandten (Unternehmerfamilie 3.0).
Im Herbst 2020 gehörte er zu den Erstunterzeichnern des Appell für freie Debattenräume.

## Werke (Auswahl)

### Publikationen in Buchform
- Konstruktivismus und Soziale Arbeit. Die konstruktivistische Wirklichkeitsauffassung und ihre Bedeutung für die Sozialarbeit/Sozialpädagogik und Supervision  (= Schriften zur sozialen Arbeit. Band 2). 2., durchges. Auflage. Aachen 2003, ISBN 3-928047-17-5.
- Postmoderne Sozialarbeit. Ein systemtheoretisch-konstruktivistischer Beitrag zur Sozialarbeitswissenschaft (= Schriften zur sozialen Arbeit. Band 4). Dissertation. 2. Auflage. Wiesbaden 2007, ISBN 978-3-531-15465-7.
- Aufgestellte Unterschiede. Systemische Aufstellung und Tetralemma in der Sozialen Arbeit. Heidelberg 2011, ISBN 978-3-89670-787-1.
- mit Jan V. Wirth: Lexikon des systemischen Arbeitens Grundbegriffe der systemischen Praxis, Methodik und Theorie. Heidelberg 2012, ISBN 978-3-89670-827-4.
- Komplexität gestalten. Soziale Arbeit und Case-Management mit unsicheren Systemen. Heidelberg 2016, ISBN 978-3-8497-0092-8.
- Freiheit, Verantwortung, Selbsthilfe. Streitschrift für eine liberale Soziale Arbeit. Heidelberg 2020.
- Die Unternehmerfamilie. Wie Wachstum, Sozialisation und Beratung gelingen. Heidelberg 2020.

### Beiträge in Sammelwerken und Zeitschriftenartikel
- Fritz B. Simons klinische Epistemologie – oder: Über die Verrücktheit, nach logischen Regeln zu leben. In: Heinz J. Kersting (Hrsg.): Der Zirkel des Talos. Gespräche mit Systemischen TherapeutInnen. Aachen 1999. (online auf: systemagazin.de)
- Heinz Kersting als Supervisor, Sozialarbeiter, Handlungsforscher, Sozialarbeitswissenschaftler und Konstruktivist – Beobachtung eines Beobachters. In: Heinz J. Kersting: Zirkelzeichen. Supervision als konstruktivistische Beratung. Aachen 2002, S. 287–311. (online auf: systemagazin.de)

### Zeitschriftenartikel
- Soziale Arbeit als konstruktivistische Praxis. Anregungen für ein postmodernes Verständnis von Sozialarbeit. In: Soziale Arbeit. Heft 7, 1997, S. 218–226.
- Schreiben als Theoriegenese oder: Vom Staunen über die Selbstverständlichkeiten der Anderen. In: Das gepfefferte Ferkel. In: Jesús Hernández Aristu Special. September 2003. (online auf: ibs-networld.de)
- Editorial um Geburtstags Special. Britta zum 60. In: Das gepfefferte Ferkel. Online-Journal Magazin, Januar 2002, Britta Haye Special zum 60. Geburtstag (Festschrift). (online auf: ibs-networld.de)
- Kontextuelle Sensibilität Oder: Was ich von Britta lern(t)e. In: Das gepfefferte Ferkel. Online-Journal Magazin, Januar 2002, Britta Haye Special zum 60. Geburtstag (Festschrift). (online auf: ibs-networld.de)
- Aufstellung der Körper als systemisches Arbeiten im Raum, in: Supervision.Mensch.Arbeit.Organisation. Zeitschrift für Beraterinnen und Berater, 36. Jahrgang, 2018, Heft 3, 30–34.